# Saleh Yahaya
Ibrahim Saleh Yahaya (ur. 17 czerwca 1999) – nigeryjski piłkarz występujący na pozycji środkowego pomocnika lub skrzydłowego w mołdawskim klubie Zimbru Kiszyniów.